# Dimitris Bertsimas
Dimitris Bertsimas est un mathématicien américain d'origine grecque, spécialiste en mathématiques appliquées américain d'origine grecque né en 1962 à Athènes. Il est professeur à la Sloan School of Management du Massachusetts Institute of Technology (MIT) et à l'université Mohammed VI Polytechnique.

## Biographie
Bertsimas a obtenu un diplôme en génie électrique de l'Université polytechnique nationale d'Athènes, en Grèce, en 1985 et une maîtrise et un doctorat en recherche opérationnelle au Massachusetts Institute of Technology en 1987 et 1988 respectivement, avec une thèse intitulée Probabilistic Combinatorial Optimization Problems sous la direction de Daniel Kleitman. Depuis 1988, il fait partie de la faculté du MIT. Ses intérêts de recherche comprennent l'optimisation, l'apprentissage automatique et la probabilité appliquée et leurs applications dans les soins de santé, la finance, la gestion des opérations et le transport. Il est co-auteur de plus de 250 articles scientifiques et de cinq manuels de niveau universitaire. Il est rédacteur en chef du journal INFORMS sur l'optimisation et ancien rédacteur de département en optimisation pour les sciences de gestion et en ingénierie financière dans la recherche opérationnelle. Il est le directeur fondateur du Master of Business Analytics au MIT. Il est actuellement vice-doyen de l'analyse commerciale à la Sloan School Management du MIT. Il a supervisé une centaine de doctorants. Il a été un entrepreneur dans les domaines des services financiers, des soins de santé, de l'éducation, de l'apprentissage automatique et des transports.

## Prix et distinctions
- INFORMS Fellow [2]
- 2021 : Prix Frederick W. Lanchester
- 2019 : Prix de théorie John-von-Neumann
- Prix du président INFORMS
- Prix Farkas
- Prix Erlang
- Prix de l'Optimisation SIAM[3].
- 2016 : Prix Harold-Larnder
- 2015 : Élection à l'Académie nationale d'ingénierie des États-Unis[4] « pour ses contributions à la théorie de l'optimisation et aux systèmes stochastiques et aux applications innovantes en ingénierie financière et en transport »
- 1997 : Prix Bodossaki de sciences sociales

## Publications
- The Analytics Edge, 2016.
- Introduction to Linear Optimization, 2008.
- Data, Models, and Decisions, 2004.
- (en) Dimitris Bertsimas et Melvin Sim, « The Price of Robustness », Operations Research, vol. 52, no 1,‎ 2004, p. 35-53.
- Optimization Over Integers, 2005.
- Machine Learning Under a Modern Optimization Lens, 2019.